# 深度学习处理器
深度学习处理器是人們設計的一種能深度学习的電子電路。深度学习处理器通常具有独立的電腦記憶體和专用指令集架構。市場上的一些移動設備和云计算服务器內置深度学习处理器，例如华为手机中的神经处理单元（NPU）以及Google雲端平台中的张量处理单元。